# Šport u 1947.
◄◄ | ◄ | 1944. | 1945. | 1946. | 1947.  | 1948. | 1949. | 1950. | ► | ►►
Arhitektura • Astronautika • Astronomija • Biologija • Film • Fotografija • Glazba • Kazalište • Kemija • Kiparstvo • Knjige • Književnost • Kršćanstvo • Meteorologija • Medicina • Planinarstvo • Politika • Pravo • Promet • Slikarstvo • Strip • Šport • Televizija • Znanost • Zrakoplovstvo • Željeznički promet
Šport u 1947.

## Svijet

### Natjecanja

#### Kontinentska natjecanja

##### Europska natjecanja
- Od 27. travnja do 3. svibnja – Europsko prvenstvo u košarci u Pragu u Čehoslovačkoj: prvak SSSR
- Od 10. do 14. rujna – Europsko prvenstvo u vaterpolu u Monte Carlu u Monaku: prvak Italija

### Osnivanja
- Kashima Antlers, japanski nogometni klub
- FCSB, rumunjski nogometni klub
- FK Vardar Skoplje, sjevernomakedonski nogometni klub

### Rođenja
- 14. listopada – Josip Nikolai Peruzović, američki kečer hrvatsko-ukrajinskog podrijetla († 2018.)

## Hrvatska i u Hrvata

### Osnivanja
- NK Psunj Sokol Okučani, hrvatski nogometni klub

## Vanjske poveznice
|  | Zajednički poslužitelj ima još gradiva o temi Šport u 1947. |